# Grecia en los Juegos Paralímpicos de Tokio 2020
Grecia estuvo representada en los Juegos Paralímpicos de Tokio 2020 por un total de 4 deportistas, 33 hombres y 11 mujeres.

## Medallistas
El equipo paralímpico griego obtuvo las siguientes medallas:
| Nombre                                                  | Deporte                    | Evento                          |
| ------------------------------------------------------- | -------------------------- | ------------------------------- |
| Oro                                                     |                            |                                 |
| Athanasios Ghavelas                                     | Atletismo                  | 100 m T11 masculino             |
| Plata                                                   |                            |                                 |
| Athanasios Konstantinidis                               | Atletismo                  | Maza F32 masculino              |
| Athanasios Prodromou                                    | Atletismo                  | Salto de longitud T20 masculino |
| Grigorios Polychronidis                                 | Bochas                     | Individual BC3 mixto            |
| Bronce                                                  |                            |                                 |
| Efstratios Nikolaidis                                   | Atletismo                  | Peso F20 masculino              |
| Grigorios Polychronidis Anna Ntenta Anastasia Pyrgiotis | Bochas                     | Dobles BC3 mixto                |
| Panagiotis Triantafyllou                                | Esgrima en silla de ruedas | Sable individual B masculino    |
| Dimitrios Bakochristos                                  | Levantamiento de potencia  | –54 kg masculino                |
| Alexandra Stamatopoulou                                 | Natación                   | 50 m espalda S4 femenino        |
| Dimosthenis Michalentzakis                              | Natación                   | 100 m libre S8 masculino        |
| Antonios Tsapatakis                                     | Natación                   | 100 m braza SB4 masculino       |